# Olla arrocera

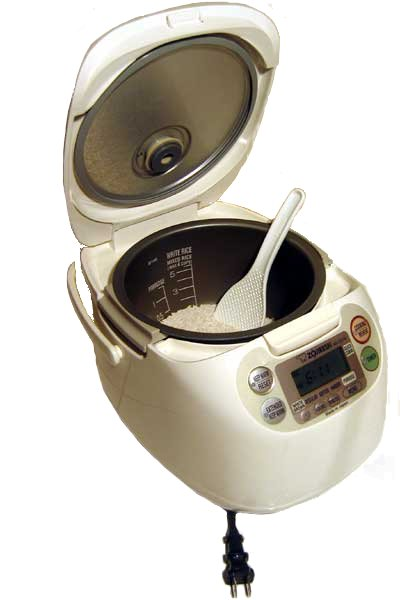
Olla arrocera eléctrica con paleta incluida, antes de cocinar.

Una olla arrocera, vaporera de arroz o simplemente arrocera es un dispositivo usado principalmente para cocinar arroz. Hay versiones eléctricas autónomas, así como variantes para horno microondas o a gas.

## Historia
La Mitsubishi NJ-N1 fue la primera olla arrocera eléctrica de la historia, desarrollada por Mitsubishi Electric en 1923. Se trataba de un mecanismo simple que calentaba con una bobina de calentamiento adjunta sin automatización.
En 1955, Toshiba lanzó el Toshiba ER-4, la primera olla arrocera eléctrica automática del mundo, que marcó un hito en la historia de la tecnología. Fue desarrollada por Shogo Yamada de Toshiba a principios de 1951 y completada en 1955.

## Ollas arroceras eléctricas
La preparación del arroz ha sido tradicionalmente un proceso de cocción que exigía atención para asegurar que el arroz se hacía adecuadamente. Las ollas arroceras simplifican el proceso controlando automáticamente el calor y el tiempo de cocción, y liberando al mismo tiempo un fuego en la cocina. Aunque la olla arrocera no acelera necesariamente el proceso de cocción, la implicación del cocinero se reduce a simplemente corregir la cantidad de agua. Una vez que la olla se enciende, el arroz se cocina sin más atención.
Típicamente, una olla arrocera consta de un exterior aislante que contiene un elemento calefactor, en el que encaja un cuenco desmontable interior, que a veces es antiadherente o está recubierto de teflón y a menudo tiene marcas graduadas en tazas de arroz (blanco). Mientras los modelos más económicos o antiguos usan una electrónica, mecánica y sensores térmicos simples, las ollas arroceras de gama alta incluyen microcontroladores para controlar el proceso de cocción y con frecuencia incorporan un temporizador que puede usarse para fijar la hora de fin deseada. Algunos de los modelos más avanzados usan inducción.
Muchas ollas arroceras pueden mantener templado el arroz sin problemas durante hasta 24 horas. Esto ayuda a evitar el peligro de intoxicación alimentaria debida al Bacillus cereus. Las ollas arroceras nuevas incluyen normalmente una tacita medidora, y una paleta de plástico para servir el arroz cocido. La tacita medidora suele ser de 180 ml, que corresponde a la medida tradicional japonesa de un gou.
Los restaurantes que sirven mucho arroz, especialmente los especializados en cocina asiática, usan a menudo ollas arroceras de tamaño industrial para producir rápida y económicamente grandes cantidades de arroz cocido. La olla arrocera es un electrodoméstico estándar en las cocinas de muchos países asiáticos: una encuesta reciente reveló que casi el 90% de las cocinas japonesas cuenta con una.

### Principios básicos de funcionamiento

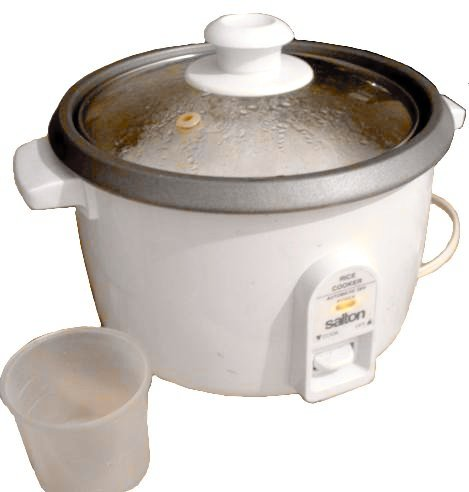
Olla arrocera eléctrica al final de la cocción.

El cuenco de la olla arrocera suele ser desmontable, y bajo él queda un calentador y un termostato, que suponen los principales componentes de la olla. Un muelle empuja el termostato contra el fondo del cuenco para lograr un buen contacto térmico y asegurar una medida exacta de la temperatura. Durante la cocción la mezcla de arroz y agua se calienta a toda potencia. La temperatura no puede superar los 100 °C, ya que entonces el agua entraría en ebullición. Al final de la cocción, parte del agua ha sido absorbida por el arroz y el resto evaporada. Si se sigue calentando en ese punto, la temperatura excede el punto de ebullición. Entonces se activa el termostato, cambiando la olla a modo de «mantener caliente», lo que conserva el arroz a unos 65 °C aproximadamente. Algunas ollas arroceras simples se limitan a apagarse en ese momento.

## Ollas arroceras para microondas
Una olla arrocera para microondas es un recipiente apto para este tipo de horno diseñado específicamente para cocer arroz. Consta de tres partes: un cuenco externo, una tapa que encaja en él con ranuras para dejar salir el vapor, y un cuenco interno con una base perforada finamente. Para usarla, se pone una cantidad medida de arroz seco en el bol interno, lavándolo con agua bajo el grifo para retirar el polvo de almidón superficial de los granos. Se deja que el agua escurra por la base antes de iniciar la cocción. Este proceso puede necesitar repetirse hasta que el agua salga limpia. El bol interior se pone entonces dentro del exterior y se añade una pequeña cantidad de agua, de forma que el arroz quede apenas cubierto. Se encaja la tapa y el conjunto se calienta en el microondas a toda potencia entre 8 y 15 minutos (según el tipo de arroz, la potencia del horno y las textura final deseada). El arroz se cuece gracias al agua que hierve y vaporiza los granos. Es muy importante seguir las instrucciones del fabricante sobre el período y la cantidad de agua a añadir, pues de otra forma el arroz puede quemarse.
Las ollas arroceras para microondas van bien para cocinar arroz americano de grano largo, pero no tanto para variedades más pegajosas como el arroz japonés.